# Allée de Barcelone
Pour les articles homonymes, voir Barcelone (homonymie).
L'allée de Barcelone (en occitan : alèa de Barcelona) est une voie de Toulouse, chef-lieu de la région Occitanie, dans le Midi de la France. 

## Situation et accès

### Description
L'allée de Barcelone est une voie publique de Toulouse. Elle borde à l'ouest le quartier de Compans-Caffarelli, à la imite du quartier des Amidonniers.
Elle correspond, entre le boulevard de la Marquette et l'avenue Paul-Séjourné, à une partie de l'ancienne route départementale 7, classée en 1813 entre Lectoure et Toulouse. En 1938, elle devient la route départementale 1 qui va du village de Séguenville, à Cabanac-Séguenville, à Toulouse, et de là à Revel. En 2017, la partie de la route sur le territoire de Toulouse Métropole lui est transférée et elle devient la route métropolitaine 1.
La chaussée compte, entre le quai Saint-Pierre et le boulevard Armand-Duportal, une seule de voie de circulation automobile en sens unique, du boulevard Armand-Duportal vers le quai Saint-Pierre. Elle compte ensuite, entre le boulevard Armand-Duportal et le boulevard de la Marquette, deux voies de circulation automobile en sens unique, depuis le boulevard Armand-Duportal vers la rue du Docteur-Louis-Sanières. Elles sont doublées, à partir du boulevard Lascrosses, par une contre-allée, dévolue au stationnement et à la desserte locale. Enfin, entre la rue du Docteur-Louis-Sanières et le boulevard de la Marquette, l'allée de Barcelone ne compte plus qu'une seule voie de circulation automobile à double-sens.
Elle appartient, du quai Saint-Pierre au boulevard Armand-Duportal, à une zone de rencontre où la vitesse est limitée à 20 km/h puis, du boulevard Armand-Duportal au boulevard de la Marquette, à une zone 30 où la vitesse est limitée à 20 km/h.

### Voies rencontrées
L'allée de Barcelone rencontre les voies suivantes, dans l'ordre des numéros croissants (« g » indique que la rue se situe à gauche, « d » à droite) :
1. Quai Saint-Pierre
2. Rue de la Boule (d)
3. Esplanade de l'Université (d)
4. Boulevard Armand-Duportal (d)
5. Place des Reines-et Rois-Wisigoths (d)
6. Rue Lancefoc (d)
7. Rue Louis-François-Lejeune (d)
8. Pont du Maréchal-Leclerc (g)
9. Boulevard du Maréchal-Leclerc (d)
10. Rue d'Artagnan (d)
11. Rue du Béarnais (d)
12. Pont Paul-Séjourné (g)
13. Avenue Paul-Séjourné (d)
14. Square de l'Héraclès (d)
15. Boulevard Lascrosses (d)
16. Rue Benjamin-Franklin (d)
17. Rue Jacques-Lemercier (d)
18. Impasse Simone-Dutemps (d)
19. Impasse de Barcelone (d)
20. Rue du Docteur-Louis-Sanières (d)
21. Ponts-Jumeaux (g)
22. Boulevard de la Marquette (d)

### Transports
L'allée de Barcelone est parcourue et desservie dans sa première partie, entre le boulevard Armand-Duportal et l'avenue Paul-Séjourné, par la navette Ville. Au carrefour de cette avenue se trouvent également les arrêts de la ligne de Linéo Linéo L14 et de bus 45. La deuxième partie de l'allée de Barcelone, jusqu'au port de l'Embouchure, est parcourue et desservie par la ligne du Linéo L1 et par la ligne de bus 63.
Plusieurs stations de vélos en libre-service VélôToulouse se trouvent sur l'allée de Barcelone ou dans les rues voisines : les stations no 51 (1 boulevard Armand-Duportal), no 85 (2 boulevard du Maréchal-Leclerc), no 86 (23 rue du Béarnais) et no 120 (152 allée de Barcelone).

## Odonymie
Lors de l'aménagement du canal de Brienne, les deux allées qui le longent au nord et au sud prennent naturellement le nom d'allées du Canal-de-Brienne. Ce n'est qu'en 1913 que, pour honorer l'amitié qui unissait les villes de Toulouse et de Barcelone depuis la visite de son maire, Domènec Sanllehy i Alrich (ca), le 4 juin 1907, l'allée qui longeait le canal au nord prit le nom de Barcelone, tandis que l'allée du côté sud conservait le nom de Brienne. Dans le même temps, le pont de Amidonniers, qui venait d'être achevé par l'ingénieur Paul Séjourné, devenait le pont des Catalans.

## Patrimoine et lieux d'intérêt

### Canal de Brienne
Patrimoine mondial (1996, au titre du canal du Midi).
L'allée de Barcelone longe le canal de Brienne, qui relie la Garonne, au niveau du port Saint-Pierre au port de l'Embouchure auquel aboutit le canal du Midi, et permet d'éviter le difficile passage de la chaussée du Bazacle.  Il est creusé entre 1768 et 1776.
Le canal est accessible par deux écluses : 
- écluse Saint-Pierre.  Inscrit MH (1998)[7]. 

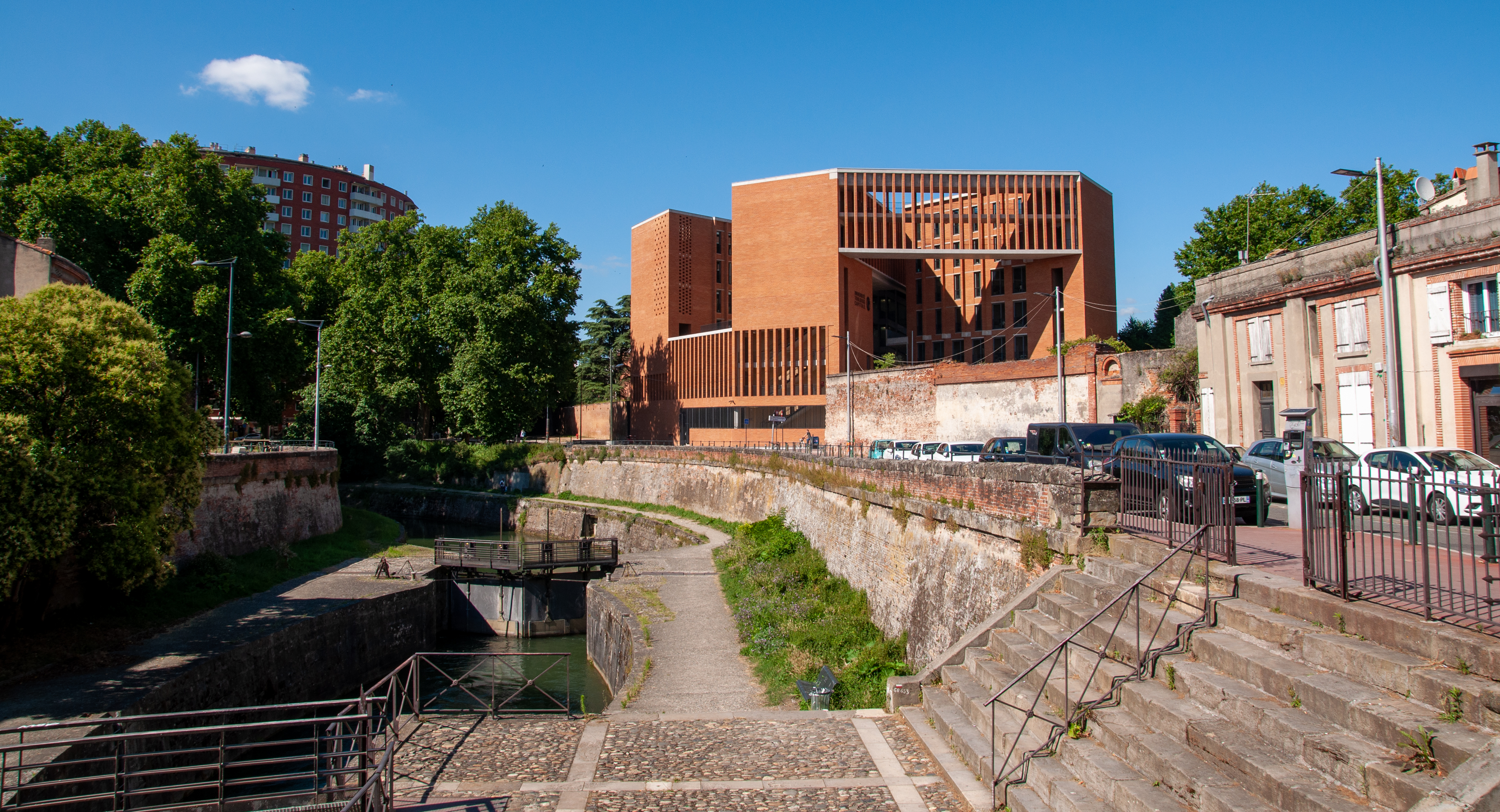
L'écluse Saint-Pierre et le bâtiment de la Toulouse School of Economics.

L'écluse Saint-Pierre est aménagée en 1768 sur les plans de Joseph-Marie de Saget. Elle est creusée, comme la première partie du canal, dans les anciens fossés des remparts de la ville. Elle est construite entièrement en pierre de taille. Elle adopte une forme ovale aux bajoyers courbes, mise au point par Pierre-Paul Riquet pour l'écluse de Castanet sur le canal du Midi. Elle est précédée en amont par un pont qui supporte le quai Saint-Pierre. La maison de l'éclusier est implantée sur la rive gauche (actuel no 5 allée de Brienne). Des travaux de mécanisation des portes sont réalisés en 2013[8].

- écluse des Ponts-Jumeaux.

Le canal est également franchi par plusieurs ponts et passerelle : 
- pont du Maréchal-Leclerc. 
Le pont est construit entre 1871 et 1872, sous la direction de l'ingénieur Hepp, dans le prolongement du boulevard du Maréchal-Leclerc. Il se compose d'une arche segmentaire en brique dont le bandeau est en pierre de taille. Il mesure 30 mètres de long pour 10 mètres de large[9].

- pont Paul-Séjourné. 
Le pont Paul-Séjourné (ou des Amidonniers) est construit entre 1910 et 1913 par l'ingénieur Paul Séjourné, également responsable à la même époque du pont des Catalans. Il est construit en brique. Il se compose d'un arc outrepassé en brique, tandis que les éléments saillants (bandeau, chaînes d'angle, cordon et appui) sont en pierre de taille. L'utilisation de la brique claire, au niveau du parapet, crée un motif de balustrade[10],[11].

- passerelle du canal de Brienne. 
La passerelle est construite en 1997 par l'architecte Dominique Letellier à la demande d'une association de quartier, l'Association de sauvegarde Brienne Bazacle Amidonniers (ASBBA). Elle est composée d'un système de câbles tendus, garde-corps métalliques et d'un platelage en bois[12].

### Rempart de l'Arsenal
Inscrit MH (1997).
Une section subsiste de la courtine qui composait le rempart de l'Arsenal, c'est-à-dire la partie ouest du rempart qui protégeait le bourg Saint-Sernin à partir du XIIe siècle. Le rempart est renforcé au milieu du XVIe siècle, lorsque les capitouls, inquiets d'une invasion espagnole, décident de renforcer la vieille muraille médiévale.

### École d'économie de Toulouse
Le nouveau bâtiment de l'École d'économie de Toulouse est construit entre 2013 et 2020 par les architectes irlandaises Yvonne Farrell et Shelley McNamara pour abriter l'École d'économie de Toulouse – ou Toulouse School of Economics (TSE). 

### Immeubles et maisons
- no  2 : immeuble. 
L'immeuble, de style néo-classique, est élevé à la fin du XVIIIe siècle, lors de l'aménagement du quai Saint-Pierre, sur les plans de l'ingénieur Joseph-Marie de Saget donnés en 1776. Il forme un ensemble avec l'immeuble voisin (actuel no 4  quai Saint-Pierre), de l'autre côté du canal de Brienne, dont il marque ainsi l'entrée du côté de la Garonne.
L'immeuble s'élève à l'angle du quai Saint-Pierre. Des pilastres à bossage superposés marquent l'angle. Le rez-de-chaussée repose sur un solin de pierre. L'entresol est percé de fenêtres rectangulaires mises en valeur par un encadrement mouluré et des garde-corps en fer forgé à motifs géométriques. Une corniche sépare le 1er étage, éclairé de hautes fenêtres, qui ont un appui soutenu de petites consoles, et des garde-corps à balustres en terre cuite. Elles sont séparées par des tables rectangulaires. Une large corniche couronne le 1er étage. L'étage de combles est couvert d'un toit à longs pans brisés, ouvert de lucarnes[14].

- no  100-102 : résidence l'Autan. 
L'immeuble, de style moderne, est construit entre 1972 et 1979 sur les plans de l'architecte Paul de Noyers. Il s'élève sur 11 étages qui s'allègent en gradins. Il compte 67 logements, des magasins en rez-de-chaussée et des bureaux à l'entresol[15],[16].

- no  156 : restaurant. 
Le bâtiment a abrité le café-restaurant Castille, créé vers 1895 par Louis Castille. Il est transformé en cinéma dans les années 1940[17],[18].